# Neckera pennata
Neckera pennata is een mossoort die behoort tot de familie Neckeraceae. Het heeft een kosmopolitische verspreiding. Vezelplat mos kan een indicator zijn van laat opeenvolgend en oudgroeiend hardhoutbossen, omdat het meestal groeit op suikeresdoorns (Acer saccharum) in het noordoosten die minstens 120 jaar oud zijn. 

## Kenmerken
De soort vormt grijsgroene tot geelgroene, glanzende gazons, vergelijkbaar met Neckera crispa, met stengels die meestal tot 5 (maximaal 10) centimeter lang zijn. Deze zijn meestal hangend met opstaande uiteinden, onregelmatig geveerde takken en afgeplatte bladeren. Flagella (dunne, kleinbladige takken) zijn zeldzaam. De dwars golvende, ovaal-langwerpige bladeren zijn kort gepunt, de bladrand aan de basis is aan één kant naar binnen gekromd, anders vlak en gekarteld in het bovenste gedeelte. Een ader ontbreekt of is kort en gevorkt.
De bladcellen in het midden van het blad zijn lineair, 5 tot 8 µm breed en dikwandig, ruitvormig verlengd naar de bladpunt toe, afgerond in de bladhoeken.
Het mos is eenhuizig en vormt vrijwel regelmatig talloze sporenkapsels. Deze zijn langwerpig ovaal, hebben een zeer korte, tot 1 millimeter lange seta, zijn bijna zittend gerangschikt en worden bekroond door de perichetiale bladeren. Het kegelvormige sporenkapseldeksel heeft een korte snavel. De sporen zijn papillen en 15 tot 25 µm groot.

## Ecologie
Het mos groeit meestal op de schors van loofbomen in schaduwrijke en vochtige bossen op berghoogten tot ongeveer 1000 meter boven zeeniveau.

## Verpreiding
Neckera pennata komt voor in Europa, delen van Azië, Amerika, tropisch Afrika, Australië en Nieuw-Zeeland. Hoewel de soort wijdverbreid is in Midden-Europa, is hij in sommige gebieden vaak zeldzaam of zelfs uitgestorven. Het is erg gevoelig voor luchtverontreiniging.

## Foto's

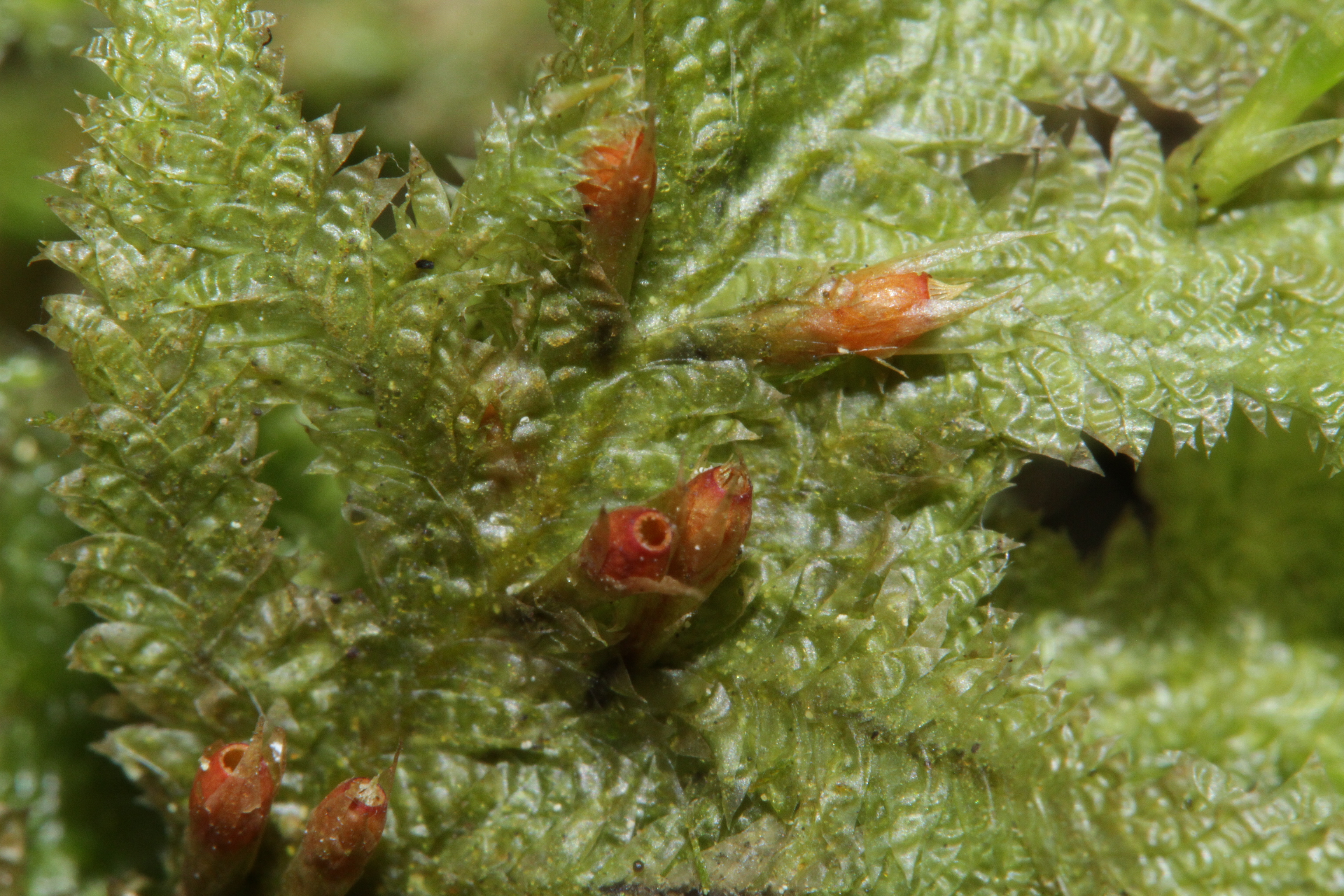
Exemplaar met sporenkapsels
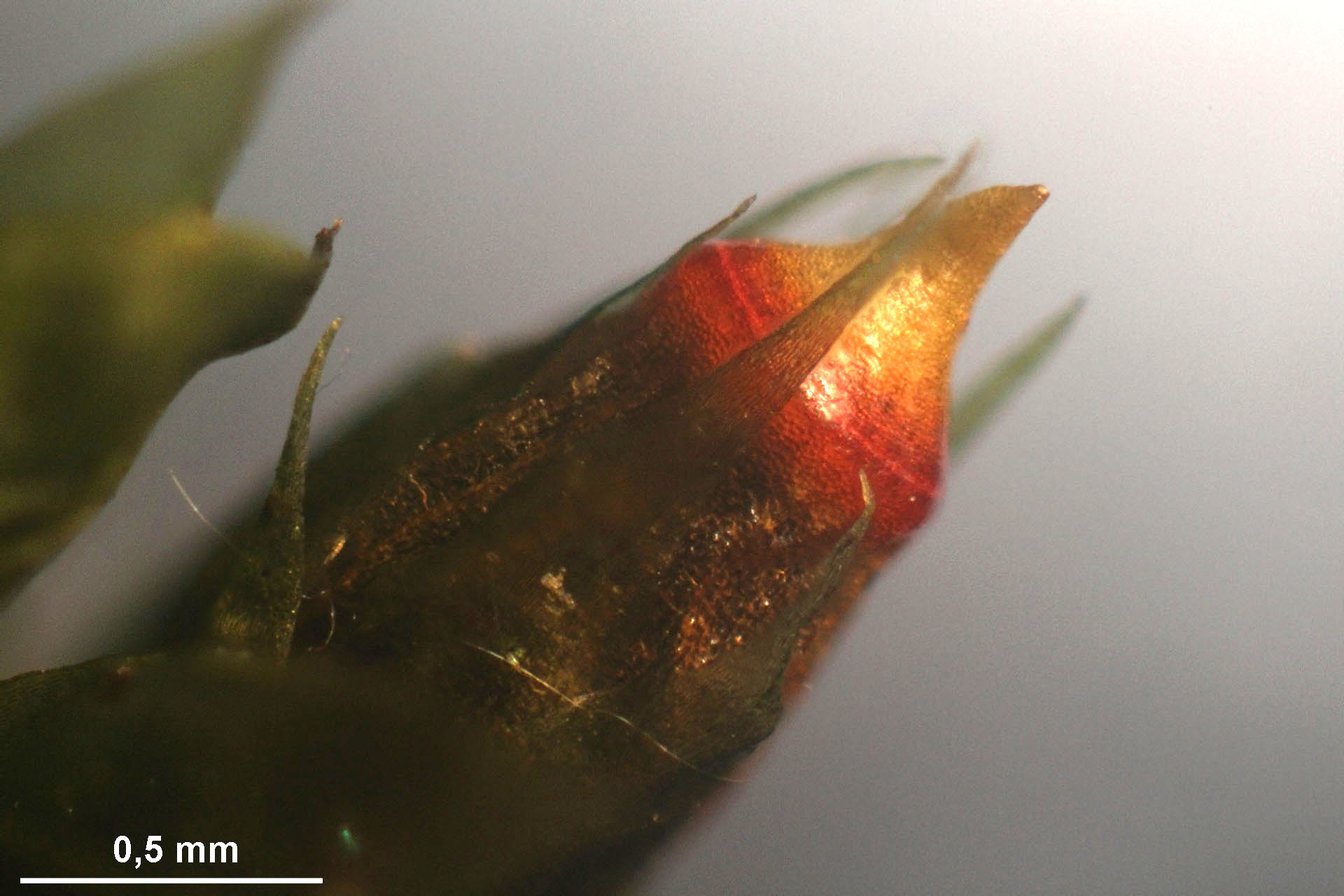
Sporenkapsel
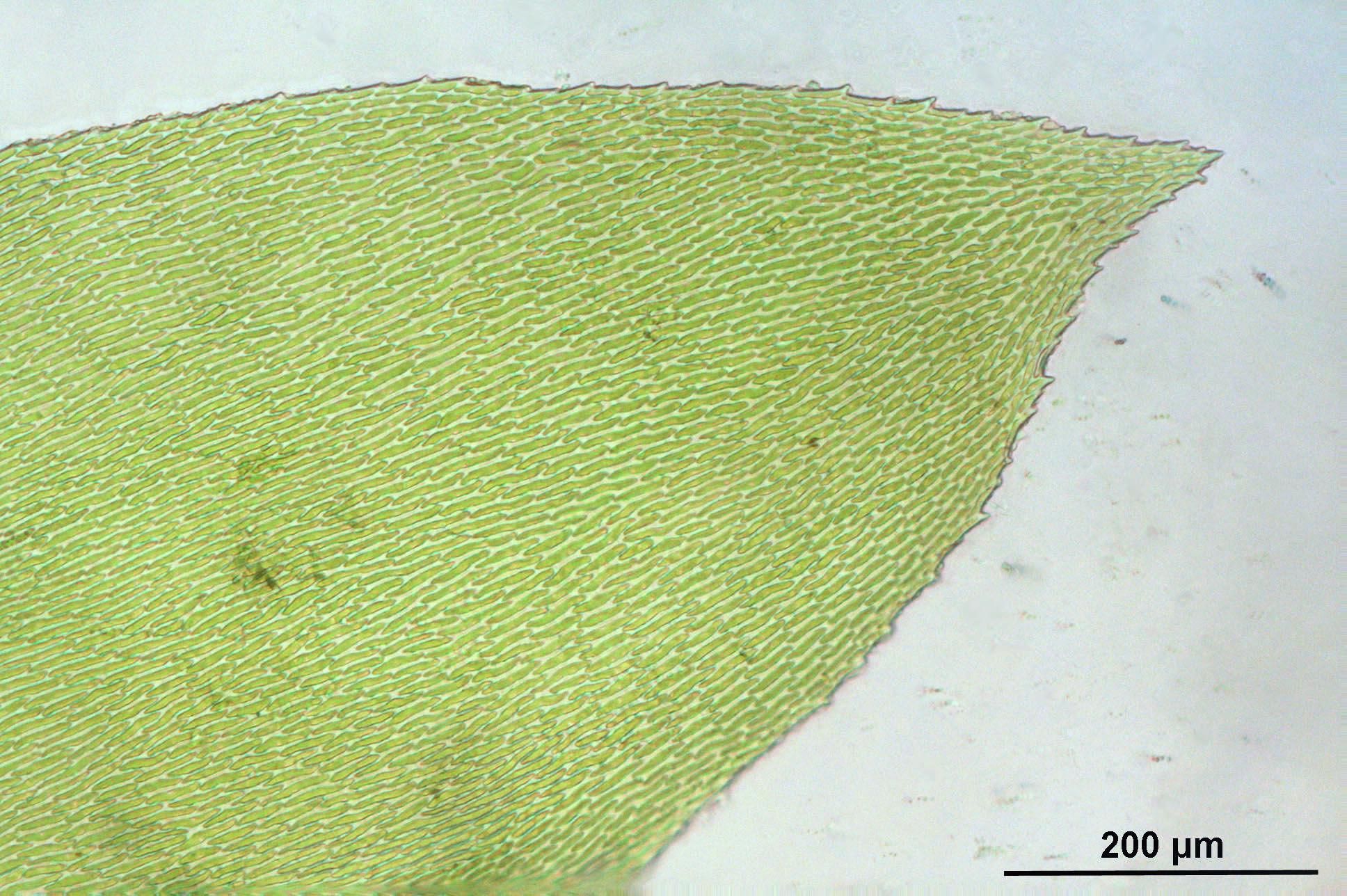
Bladtop
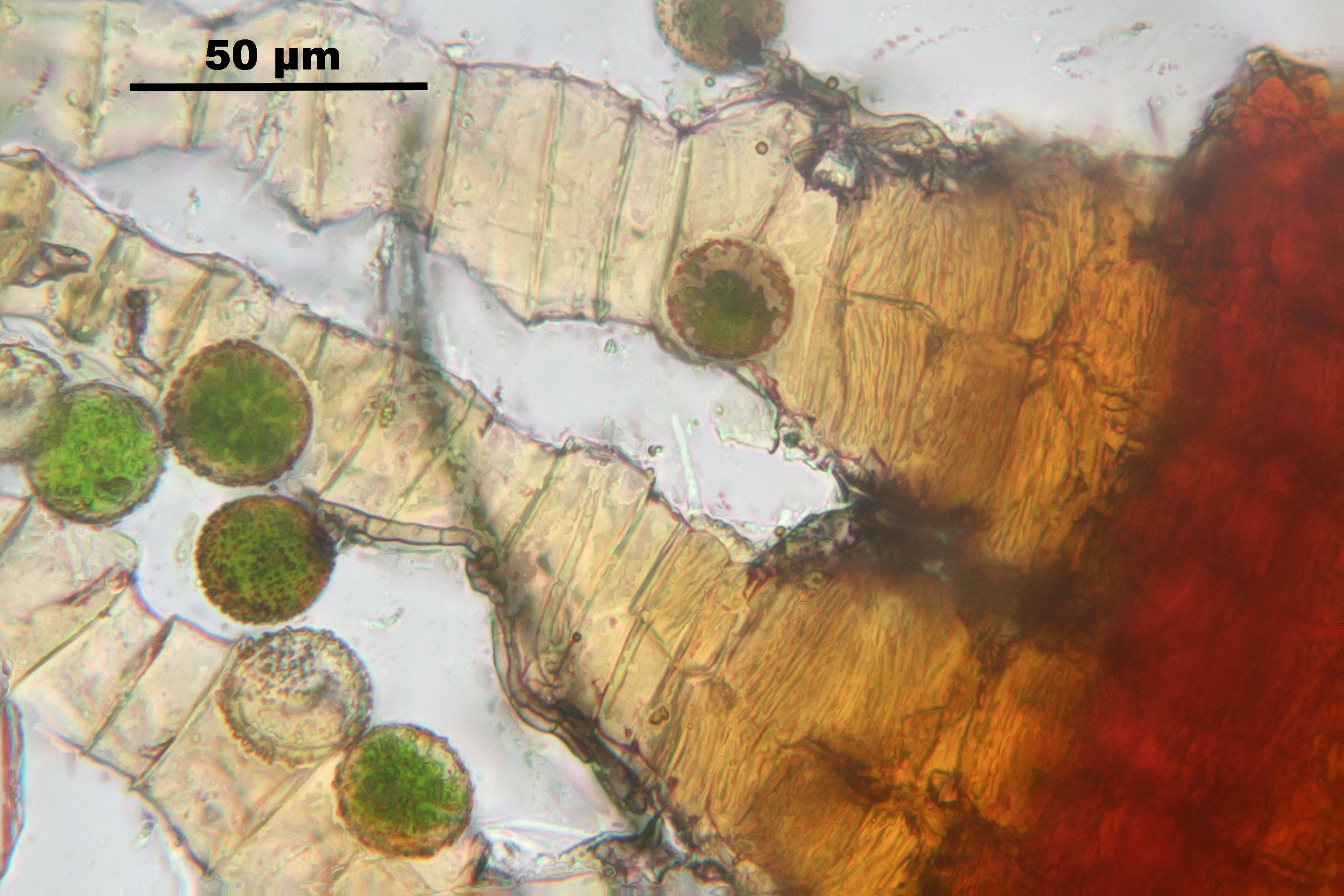
Peristoomtanden
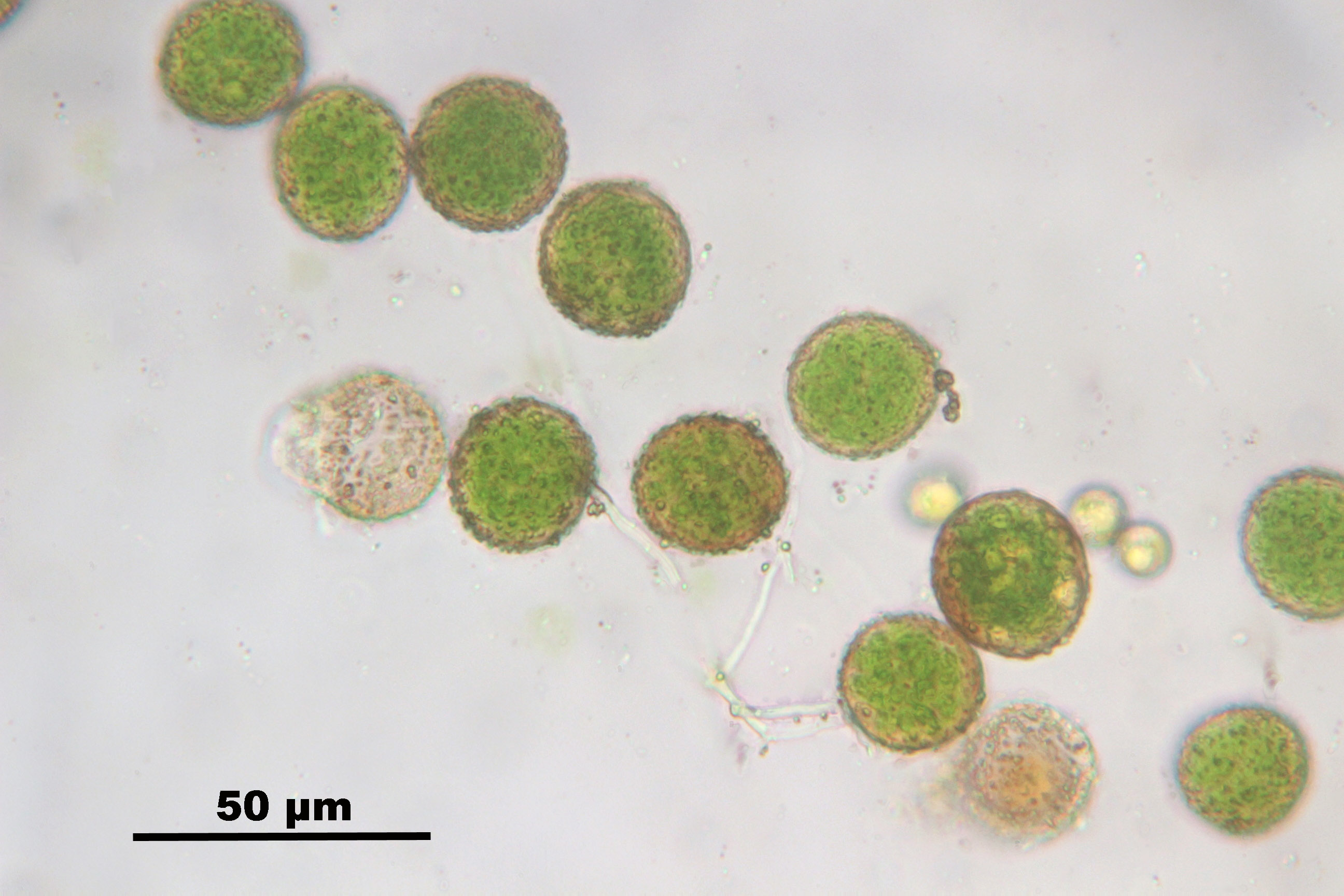
Sporen